# Паперня (Мазовецьке воєводство)
Паперня (пол. Papiernia) — село в Польщі, у гміні Станіславув Мінського повіту Мазовецького воєводства.
Населення — 144 особи (2011).
У 1975-1998 роках село належало до Седлецького воєводства.

## Демографія
Демографічна структура станом на 31 березня 2011 року:
|          | Загалом | Допрацездатний вік | Працездатний вік | Постпрацездатний вік |
| -------- | ------- | ------------------ | ---------------- | -------------------- |
| Чоловіки | 73      | 16                 | 49               | 8                    |
| Жінки    | 71      | 12                 | 45               | 14                   |
| Разом    | 144     | 28                 | 94               | 22                   |